# 온영삼
온영삼(1944년 5월 2일 ~ )은 대한민국의 성우이다. 1964년 연극 배우로 활동했다가, 1968년 TBC 4기 성우로 입사했으며, 언론통폐합으로 인하여 현재는 KBS 10기로 분류된다.

## 출연 작품

### 애니메이션
- 강철의 연금술사 (애니원) - 킹 브래드레이
- 고스트 바둑왕 (KBS, 투니버스) - 백선생
- 꼬마 엘시드 (KBS) - 왕, 고바쩌
- 꼬마천사 코톈코 (대원방송) - 무우무
- 날아라 슈퍼보드 3기 (KBS) - 가짜 대왕
- 날아라 슈퍼보드 5기 (KBS) - 지지웩
- 달려라 번개호 (KBS) - 서브
- 데블 파이터 (KBS) - 심박사 / 파이언 / 베리얼
- 디지몬 어드벤처 (KBS) - 가루루몬, 워가루루몬, 메탈가루루몬, 흰수염 도사
- 디지몬 어드벤처: (대원방송) - 할배몬
- 모험왕 걸리버 (MBC) - 해설
- 마스터 키튼 (투니버스) - 히라가 타이헤이
- 무카무카 파라다이스 (KBS) - 엉터리 박사
- 바다소년 트리톤 (KBS) - 프로테우스
- 배트맨 (SBS) - 제임스 짐 고든
- 뿡야뿡야 왕바우 (애니원) - 나춘범
- 삼국지 (MBC)
- 스타 워즈: 클론 전쟁 (카툰 네트워크) - 두쿠
- 스피드왕 번개 (SBS) - 교감 선생님
- 신기동전기 건담W (투니버스) - 닥터 J
- 영혼기병 라젠카 (MBC) - 연구원
- 요랑아 요랑아 (KBS) - 엘비쑤
- 요술곰의 모험나라 (KBS) - 다윗 왕
- 우리는 챔피언 (SBS) - 감독
- 우주선장 율리시즈 (KBS)
- 우주에서 온 모자코 (투니버스) - 아빠
- 재키 찬 어드벤처 (KBS) - 토루
- 제이크와 네버랜드 해적들 (디즈니 주니어) - 후크선장
- 짱가 (KBS) - 짱가
- 킹라이온 볼트론 포스 (챔프)
- 파워레인저 엔진포스 (챔프) - 감독
- 파워레인저 캡틴포스 (챔프) - 탄바
- 파워퍼프걸 (투니버스) - 시장
- 플랜더스의 개 (대원방송) - 할아버지
- AD 폴리스 (투니버스) - 반장
- 몬스터 (투니버스) - 하이네먼 원장
- 아이언 키드 (KBS) - 맥스단 대장
- 배틀짱 (투니버스) - 사부
- 꼬마용 타발루가 (어린이TV) - 슈후
- 특수요원 오소 (KBS) - 미스터 도스
- 정글북 (KBS) - 시어 칸
- 밀림의 왕자 레오 (KBS) - 코뿔소 / 해설
- 딱따구리 (KBS)
- 마법기사 레이어스 (SBS) - 염신 레이어스
- 원피스 (KBS) - 제프[1]
- 명탐정 코난 (KBS) - 문희열
- Z.O.E (애니원) - 사메지 / 아이작
- 트랜스포머 갤럭시포스 (챔프) - 프라이머스
- 여기는 공원 앞 파출소 (투니버스) - 부소장
- 파이어 앰블럼 (어린이TV) - 카작
- 플리퍼와 로파카 (어린이TV) - 카라바시
- 오스카 오케스트라 (투니버스) - 크로채
- 프란체스코의 아름다운 세상 (투니버스) - 알만도
- 팬다와 친구들의 모험 (투니버스) - 동물원장
- 허클베리핀의 모험 (투니버스) - 선생님
- 엄지공주의 모험 (투니버스) - 해설
- 나의 파트라슈 (투니버스) - 요한 할아버지
- 바람의 검심 (애니원) - 구보 장관 / 해주 / 한스 / 산형 / 가게 주인 / 경찰 2 / 시민 2 / 남자 6 / 경찰 1
- 올림포스 영웅 제이슨 (애니원) - 주피터
- 기동전사 건담 SEED (애니원) - 서드랜드 / 밀키오 법사
- 던전 앤 드래곤 (챔프) - 요정
- GO! GO! 동물탐험대 (애니박스) - 아르테우스
- 강철의 연금술사 리메이크 (애니박스) - 브래들리
- 신령사냥 (애니박스)
- 와글와글 붕붕 삼총사 (애니박스) - 토퍼
- SUPER ROBOT MONKEY (챔프) - 스켈레톤 킹
- 버드나무 사이로 부는 바람 (투니버스) - 몰리
- 해피 럭키 깜짝맨 (카툰 네트워크) - 슈퍼 제우스
- 인어공주 나나 (KBS)
- 공상과학세계 걸리버보이 (어린이TV) - 해설
- 은혼 (투니버스) - 겐가이
- 기동무투전 G건담 (투니버스) - 클라트
- 레이브 (투니버스) - 노인
- 캡틴 테일러 (SBS) - 제이콥 중장
- 조이드 신세기제로 (챔프) - 알타일
- 아미테이지 더 서드 (투니버스) - 랜돌프 부장
- 헌터X헌터 리메이크 (애니맥스) - 제브로
- 소년탐정 김전일 Original (챔프) - 유키무라
- 바쿠만 (애니박스) - 할아버지
- 기동전사 건담 AGE (챔프) - 브로저
- 그리스 로마 신화 전설의 수호자들 (EBS) - 제우스
- 날아라! 특공대 (EBS) - 맥스
- 세계명작동화 (EBS) - '아나스타샤'편 라스푸틴 / '노아의 방주'편 왕
- 얀손 아저씨의 행복한 오두막집 (EBS) - 얀손
- 오스카 음악대 (EBS) - 크로쳇 할아버지
- 워터십 다운의 토끼들 (EBS) - 키하 / 태양신
- 잠의 요정 나일러스 (EBS) - 블루

### 비디오/극장용 애니메이션/OVA
- 헤라클레스 - 제우스
- 원피스 극장판 Z - 거프
- 원피스: 에피소드 오브 사보 ~삼형제의 인연 기적의 재회와 이어받은 의지~ (투니버스) - 거프
- 원피스: 3D2Y ~에이스의 죽음을 넘어라! 루피, 동료와의 맹세~ (투니버스) - 거프
- 천공의 성 라퓨타 - 무오로 장군
- 사이버 포뮬러 - 차기훈
- 센과 치히로의 행방불명 - 가마 할아버지
- 신암행어사 - 황보
- 하울의 움직이는 성 - 장로, 국왕
- 폭풍우 치는 밤에 - 장로
- 아마테이지 3 (투니버스) - 랜돌프 부장
- R.O.D (애니원) - 젠틀맨
- 모노노케 히메
- 짱구는 못말려 극장판: 태풍을 부르는 장엄한 전설의 전투 (대원방송) - 영주
- 짱구는 못말려 극장판: 초시공! 태풍을 부르는 나의 신부 (대원방송) - 황금왕
- 짱구는 못말려 극장판: 정면승부! 로봇아빠의 역습 (애니박스) - 황고집
- 짱구는 못말려 극장판: 격돌! 낙서왕국과 얼추 네 명의 용사들 - 낙서왕
- 누들누드 - 나레이션(시스터 액트), 사무란, 드라큐라
- 파워특공대 - 킬로칸
- 스피드 레이서 넥스트 제너레이션 (카툰 네트워크) - 스프라이틀 레이서
- 원피스: 스트롱 월드 (투니버스) - 거프
- 샌드맨과 꿈나라 모험 - 샌드맨
- 빨간 머리 앤: 그린 게이블로 가는 길 - 매튜
- 새미의 어드벤처 - 늙은 새미
- 니코: 산타비행단의 모험 - 산타비행단 대장 / 대셔
- 오즈의 마법사 (애니박스) - 양철나무꾼
- 부그와 엘리엇 2 - 맥스퀴지
- 슈퍼배드 - 퍼킨스
- 신밧드: 7대양의 전설 - 프로테우스 아버지
- 101마리 강아지 - 타우저 / 트럭 운전사
- 뮬란 2 - 조상신
- 정글북 - 하티
- 로덴시아: 마법왕국의 전설
- 버즈 라이트이어 - 저그황제

### 전담 성우
- 톰 윌킨슨
  - 러시아워 (SBS) - 그리핀
  - 이프 온리 (KBS) - 택시기사
  - 유령 작가 (KBS) - 폴 에밋

### 영화 / 외화
- 6백만 달러의 사나이 (KBS) - 웰스 박사 (마틴 E. 브룩스)
- 디파이언스 (KBS) - 시몬 (알렌 코드너)
- 신의 손 (KBS) - 윌리엄 토마스 (찰스 S. 더턴)
- 윌리엄과 케이트의 러브스토리 (KBS) - 더럼 교수 (스티븐 마쉬)
- 굿모닝 베트남 (KBS) - 마티니 (로버트 월)
- 사망유희 (SBS) - 마셜 (긱 영)
- 장미의 이름 (SBS)
- 유브 갓 메일 (SBS) - 넬슨 (데브니 콜먼)
- 의뢰인 (KBS, SBS)
- 천녀유혼 2 (SBS) - 부청구(유조명)
- 아마겟돈 (KBS) - 킴지 (키스 데이빗)
- 브래스드 오프 (SBS)
- 이연걸의 흑협 (SBS)
- FBI 기동타격대 (SBS)
- 메달리온 (SBS) - 스미시 (존 라이스 데이비스)
- 슈팅 라이크 베컴 (SBS)
- 까미유 클로델 (SBS) - 까미유 아버지
- 도망자 (SBS) - 켈리 형사(론 딘)
- 잔혹한 음모 (SBS)
- 시스터 액트 (SBS, KBS) - 테이트 (가이 보이드)
- 와일드 와일드 웨스트 (SBS)
- 굿바이 뉴욕, 황금을 찾아라 (SBS) - 글레이 스톤
- 글래디에이터 (SBS) - 마르쿠스 아우렐리우스 황제 (리처드 해리스)
- 아트 오브 워 (SBS) - 카멜라 (모리 체이킨)
- 인디펜던스 데이 (SBS) - 그레이 장군 (로버트 로기아)
- 폴리스 스토리 4 (SBS) - 예고로프 (유리 페트로프)
- 진실의 두 얼굴 (SBS) - 웰즈 (윌포드 브림리)
- 다이하드 2 (SBS) - 트러도 (프레드 달튼 톰슨)
- 필사의 도전 (SBS)
- 록키 3 (KBS) - 미키 (버제스 메러디스)
- 카세일즈맨의 연애특강 (SBS)
- 우리들의 좋은 형사 (KBS)
- OK 목장의 결투 (KBS) - 존 (조지 매튜스)
- 툼 스톤 (KBS) - 버질 (샘 엘리엇)
- 스피드 2 (KBS) - 폴라드 선장 (보 스벤슨)
- 사선에서 (KBS) - 릭스 (윌리엄 G. 실링)
- 미스터리 알래스카 (KBS) - 베일리 (모리 체이킨)
- 러브 체인지 (KBS) - 카라고드스키 (안드레이 크라스코)
- 붉은 기관차 (KBS) - 말콤 (패트릭 스튜어트)
- 묵시록 코드 (KBS) - 이고르
- 트랩트 (KBS) - 행크
- 스티븐 시걸의 글리머맨 (KBS) - 밥 검톤
- 맥시멈 리스크 (MBC)
- 무간도 2: 혼돈의 시대 (KBS) - 양 경감 (윤지강) / 방평 (감지)
- 무간도 3: 종극무간 (KBS) - 양 총경 (윤지강)
- 어 퓨 굿 맨 (KBS) - 판사 (J.A. 프레스톤)
- 데블스 에드버킷 (KBS) - 에디 바준 (제프리 존스)
- 좋은 친구들 (KBS)
- 키핑 더 페이스 (KBS) - 바텐더(브라이언 조지)
- 포인트 블랭크 (KBS) - 베르네르 (제라드 랑방)
- 판관 포청천 (KBS) - 허운표
- 폴링 스카이 (KBS) - 포터 (데일 다이)
- 미티어 (KBS) - 브래서 장군 (어니 허드슨)
- 칠협오의 (SBS) - 이전
- 타이타닉 (KBS) - 그레이시 (버나드 폭스) / 기관장 (테리 포리스털)
- 삼총사 (KBS)
- 킬러들의 도시 (KBS) - 유리 (에릭 고든)
- 카운터피터 (KBS) - 악제 (베이트 스투브너)
- 쿼바디스 도미네 (KBS) - 베드로 (프란시스젝 피에즈카)
- 왕과의 하룻밤 (KBS) - 아드마다 (존 노블)
- 골치 아픈 여자 (KBS) - 프랭크 (아트 에반스) / 살인범 (J. E. 프리먼)
- 폴리스 아카데미 6 (KBS) - 허스트 국장 (조지 R. 로버트슨)
- 대통령의 연인 (KBS) - 솔로몬 (존 마호니)
- 시암 선셋 (KBS) - 아서 (테리 켄뤽)
- 토파즈 (KBS) - 맥키트릭
- 극속전설 (KBS) - 블랙톤
- 피라미드의 공포 (KBS)
- 금지옥엽 (KBS)
- 파이널 디씨전 (KBS)
- 성룡의 홍번구 (KBS)
- 볼케이노 (KBS) - 애드 (키스 데이비드) / 로저 (데이턴 칼리)
- 스팅 (KBS)
- 미이라 (KBS) - 베이 박사 (에릭 아바리)
- 언더시즈 2 (KBS) - 대위 (데일 다이)
- 블랙 레인 (SBS) - 스가이 (와카야마 토미사부로)
- 다이하드 3 (KBS) - 조 램버트 (그레이엄 그린) / 제리 팍스 (조 자룸)
- 브랜단 & 트루디 (KBS)
- 로봇인간 칩 (KBS) - 매스터슨 (그렉 멀러비)
- 내 사랑 컬리수 (KBS)
- 어둠속의 8일 (KBS)
- 사막의 보석 (KBS) - 구나르 (프레벤 해리스)
- 초콜릿 (KBS) - 기욤 (존 우드)
- 마이티 조 영 (KBS) - 크웰리 (로버트 위즈덤)
- 가을의 전설 (KBS) - 타이너트 보안관 (케네스 웰시)
- 에블린 (KBS) - 할아버지
- 웨이트 오브 워터 (KBS) - 플레이
- 인비저블 서커스 (KBS) - 아빠 (패트릭 버긴)
- 동거남녀 (KBS) - 아빠
- 캐스트 어웨이 (KBS) - 기장(마이클 포레스트)
- 파코와 오초 (KBS)
- 의천도룡기 (KBS) - 성곤 (유강)
- 블라인드 저스티스 (KBS) - 경찰관(스콧 사하디, 1화) / 신부(찰스 워커, 4화)
- 007 시리즈
  - 007 골드핑거 (KBS) - 펠릭스 라이터 (섹 라인더)
  - 007 썬더볼 작전 (KBS) - Q (데스몬드 레웰인)
  - 007 두 번 산다 (KBS) - Q (데스몬드 레웰인)
  - 007 네버 세이 네버 어게인 (KBS) - Q (알렉 맥코웬)
  - 007 다이아몬드는 영원히 (KBS) - Q (데스몬드 레웰인)
  - 007 황금 총을 가진 사나이 (KBS) - Q (데스몬드 레웰인)
  - 007 나를 사랑한 스파이 (KBS) - Q (데스몬드 레웰인)
  - 007 문레이커 (KBS) - Q (데스몬드 레웰인)
  - 007 유어 아이스 온리 (KBS) - Q (데스몬드 레웰인)
  - 007 옥토퍼시 (KBS) - Q (데스몬드 레웰인)
  - 007 뷰 투 어 킬 (KBS) - Q (데스몬드 레웰인)
  - 007 살인면허 (KBS) - Q (데스몬드 레웰인)
  - 007 골든아이 (KBS) - Q (데스몬드 레웰인)
  - 007 네버다이 (KBS) - Q (데스몬드 레웰인) / 잭 웨이드 (조 돈 베이커)
- 진실의 두 얼굴 (SBS) - 제임스 A. 웰즈 (윌포드 브림리)
- 최가박당 3 (KBS)
- 바나나 공화국 (MBC)
- 북북서로 진로를 돌려라 (MBC)
- 사랑을 위하여 (MBC)
- 스니커즈 (MBC)
- 폭풍탈주 (KBS) - 브루노 (해롤드 캐논) / 정보원 (버넌 웰스)
- 벤10: 과거로의 질주 (카툰네트워크) - 노인
- 말괄량이 삐삐 (어린이TV) - 아빠
- 닥터 퀸 (KBS)
- 줄리아 로버츠의 사랑 게임 (SBS)
- 트윈스 (KBS) - 맥킨리 (트레이 윌슨)
- 돌아온 판관 포청천 (OBS)
- 머니 핏 (KBS) - 컬리 (필립 보스코)
- 신드바드 (KBS) - 아즈디 (마크 루이스 존스)
- 제5원소 (KBS) - 먼로 장군 (브라이언 제임스)
- 초원의 빛 (MBC)
- 도시의 블루스 (KBS) - 경찰서장
- 에어포트 (KBS) - 패트로니 (조지 케네디)
- 스카우트 (KBS)
- 퀴즈 쇼 (KBS) - 사장 (알란 리치)
- 별들의 고향 (KBS) - 동혁 (백일섭)
- 원티드 (KBS) - 펙워스키 (테렌스 스탬프)
- 아틀란티스 (KBS) - 에우나피우스
- 머니 토크 (SBS)
- 꿈꾸는 소녀 에밀리 (EBS) - 지미 삼촌
- 위대한 탄생 (KBS)
- 아메리칸 코만도 (SBS)
- 뉴욕 세 남자와 아기 (KBS)
- 마농의 샘 (KBS)
- 프리즌(영어판) (KBS) - 샤프 소장 (레인 스미스)
- 이중 노출 (KBS) - 빅 주니어(필립 베이커 홀) / 판사(마크 해머)
- 성난 눈동자 (MBC)
- 바하마의 별 (KBS)
- 25시의 추적 (KBS)
- 라스트맨 스탠딩 (KBS)
- 대마법사 멀린 (KBS) - 알단메 경 (존 맥케너리) / 롯 경 (존 터너)
- 라이언하트 (KBS) - 상사 (조지 맥다니엘)
- 미녀와 야수 - 콕스워스 (이언 매켈런)
- 바다의 지배자 (KBS) - 빌리 (조지 샌더스)
- 나 홀로 집에 (KBS) - 말리 (로버츠 블로섬)
- 애니 홀 (KBS) - 앨비의 삼촌 (마틴 로젠블랫) / 의사 선생님 (크리스 갬펠)
- 간디 (KBS) - 안 스뮤츠 (아돌 퍼가드)
- 푸른 하늘 아래서 (KBS) - 셀리나의 할아버지 (월래스 포드)
- 노 머시 (SBS) - 홀 (브루스 맥길)
- 이연걸의 탈출 (SBS) - 프랭크의 아버지 (우마)
- 수퍼캅 (SBS) - 사장 (막스 로렌스)
- 사형도수 (SBS) - 지관장 (풍경문)
- 어니스트: 유령 퇴치 작전 (KBS) - 트랜터(어니 포슬리우스)
- 육지금마 (SBS) - 귀성(임위)
- 의적 실버브레이드 (SBS) - 필립 경(올리버 리드)
- 퍼스트 어벤저 - 브랜트(마이클 브랜던)

### 드라마
- MBC 베스트셀러극장 - 제238회-촌놈 장가 좀 갑시다 (MBC)

### 특촬물
- 파워레인저 캡틴포스 (대원방송) - 탄바 토시조
- 가면라이더 W (대원방송) - 프랭크
- 가면라이더 빌드 (대원방송) - 우난파

### 게임
- 진 삼국무쌍 - 원소
- 로스트아크 - 펠릭스 할아버지